# 吴伟业
吴伟业（1609年6月21日—1672年1月23日），字駿公，號梅村，祖籍直隸苏州府崑山縣（今江苏省昆山市），祖父始遷居太倉州（今江苏省苏州市太仓市），明末清初诗人、政治人物，長於七言歌行，初學“長慶體”，後自成新吟，后人称之为“梅村體”。与錢謙益、龔鼎孳并稱為「江左三大家」。

## 生平
明神宗萬曆三十七年，五月二十日生於江南太倉的一書香家庭。幼時受學於同鄉張溥，文名卓著，積極參加復社，与钱谦益、龚鼎孳并称为“江左三大家”，和當時的陳維崧、吳兆騫、嚴繩孫等才子有交往，且與著名歌妓卞玉京有過一段姻緣。與陳之遴爲兒女親家。
崇禎三年（1630年），吳偉業應應天鄉試，中舉人。崇禎四年（1631年）聯捷辛未科會試第一名，溫體仁黨人誣陷周延儒，伟业被控與延儒勾結作弊，崇禎帝調閱試卷，御覽之後，在吳的試卷上批“正大博雅，足式詭靡”，殿試高中一甲第二名進士榜眼，授翰林院編修，“賜馳節還里門”，娶先室程氏。 崇禎十一年（1638年），崇祯帝临场视学，觀看皇子就學情況，亲问《尚书》大义，讲毕，获赐“龙团月片，甘瓜脆李”。歷官南京国子监司業、左庶子。
崇禎十七年（1644年）甲申之變，明朝滅亡，清兵入關後，短暫出仕弘光帝朝廷，任詹事府少詹事，不久請假歸鄉。弘光元年（清順治二年，1645年），清軍南下，吳偉業攜家眷逃難，先後投奔到同宗繇青房及公益兄弟家，之後再逃往礬清湖親戚家，隐居不出。

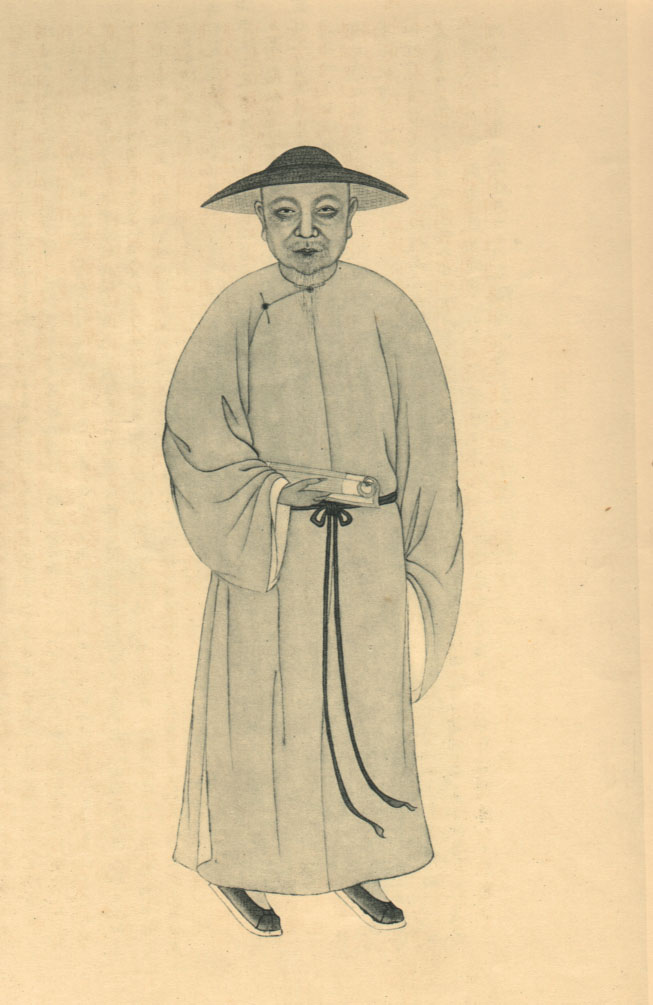
晚年吳偉業

順治九年（1652年），兩江總督馬國柱向朝廷舉薦任官，吳偉業得知後致信馬國柱，以身體有疾為由拒絕了。但弘文院大學士陳名夏、親家禮部尚書陳之遴仍極力勸說出仕。十年（1653年），吏部左侍郎孫承澤再次向順治帝舉薦，稱吳偉業為東南最有才能名士之一，吳偉業表面上不置可否，實際表明了如果清政府給予高官則將會接受。陳名夏、馮銓、成克鞏、張端、呂宮聯名舉薦了吳偉業、楊廷鑒、宋之盛；十一年（1654年）年初，吳偉業接受了清朝內翰林秘書院侍講官職。九月，吳偉業抱病前往北京，顺治十二年正月，充任《大清太祖高皇帝聖訓》、《大清太宗文皇帝聖訓》纂修官。順治十三年（1656年），官國子監祭酒，次年，因母喪（实为继母丧）丁憂歸鄉。
康熙十年（1671）夏季，江南酷热，吴伟业“旧疾大作，痰声如锯，胸动若杵”。是年，十二月二十四日去世，葬予蘇州玄墓山之北。临殁顾言，“吾一生遭际，万事忧危，死后殓以僧装，葬我邓尉灵岩之侧，坟前立一圆石，题曰：‘诗人吴梅村之墓’，勿起祠堂，勿乞铭。”闻其言者皆悲之。

## 著作
慟哭六軍俱縞素，衝冠一怒為紅顏。

紅顏流落非吾戀，逆賊天亡自荒讌。

電掃黃巾定黑山，哭罷君親再相見。

相見初經田竇家，侯門歌舞出如花。

許將戚里箜篌伎，等取將軍油壁車。

家本姑蘇浣花里，圓圓小字嬌羅綺。

夢向夫差苑里遊，宮娥擁入君王起。
吳偉業著有《梅村家藏稿》、《梅村诗馀》，傳奇《秣陵春》，雜劇《通天台》、《臨春閣》，史料《綏寇紀略》等。
其詩情深文麗，宮商和諧，敷衍成長篇七言，蔚然可觀，如《洛陽行》詠福王朱由崧，《松山哀》詠洪承疇，《蕭史青門曲》詠寧德公主，《圓圓曲》詠吳三桂，《雁門尚書行》詠孫傳庭，《臨江參軍》詠楊廷麟、盧象昇，《永和宮詞》詠田貴妃，《鴛湖曲》詠吳昌時，《楚兩生行》詠柳敬亭、蘇昆生，《詠拙政園山茶花》詠陳之遴，《聽女道士卞玉京彈琴歌》詠卞玉京事，《贈寇白門六首》詠寇白門事……。今存1000多首，《四庫全書總目》評論說：“其少作大抵才華艷發，吐納風流，有藻思綺合、清麗芊眠之致。及乎遭逢喪亂，閱歷興亡，激楚蒼涼，風骨彌為遒上。”
其寫《圓圓曲》，諷刺吳三桂為陳圓圓而降清，傳誦一時。事實上，吳三桂引清兵入關並非純粹為了「紅顏」，而是一種政治投機。據稱當時有人自稱奉平西王之命，賄吳偉業以重金，求自毀《圓圓曲》詩稿，吳偉業一口回絕。

## 寫作風格

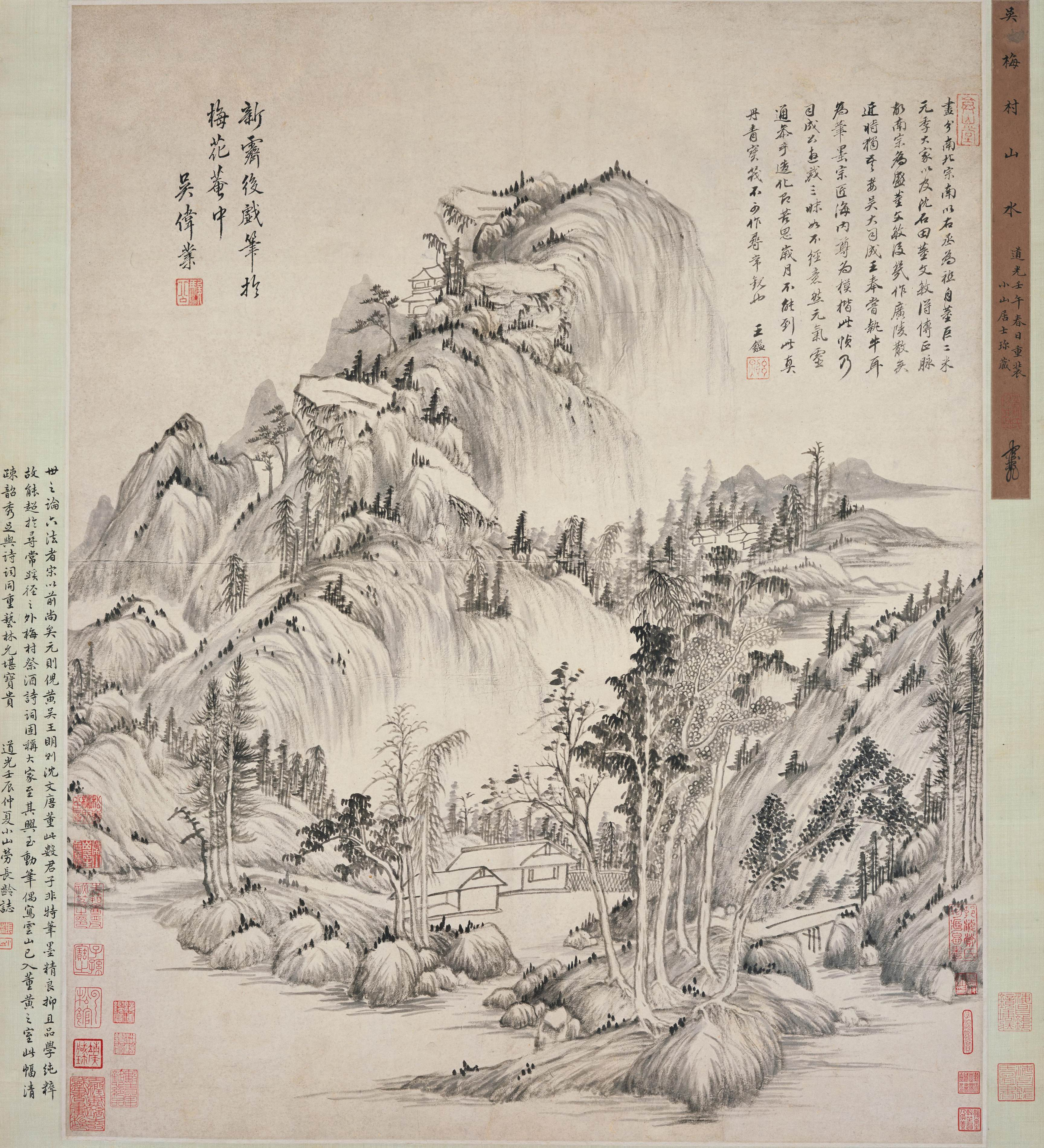
丹青宝筏图，为其文人画代表作之一

吳偉業繼承唐詩的寫法，其最大貢獻在七言古詩的歌行體，其七古之作直承初唐四子及元白之長慶體，後自成一具有藝術性的「梅村體」，而被文學史肯定為清朝詩詞的最大成果之一。如《四庫全書總目》評梅村云：「歌行一體尤所擅長，格律本乎四傑，而情韻為深；敘述類乎香山，而風華為勝。韻協宮商，感均頑豔，一時尤稱絕調。」。
梅村體繼承元白長慶體的歌行寫法，重於敘事，輔以初唐四傑的詞藻繽紛，李商隱、溫庭筠的風情韻味，融合明代傳奇劇曲的曲折戲劇性，在敘事詩裡獨具一格。相較於長慶體的飄忽虛構，梅村體最大的不同即是直接自社會取實事，不虛構浮誇但保持了故事性，且更鮮活，向新樂府的取材方向靠攏外也是獲後世詩學肯定的一大原因。
梅村體風格相對穩定，其聲律具有艷麗俊美的特色，題材多以明末清初歷史現實為題材，不同詩作分別以宮廷、明清戰爭、農民起義、歌妓藝人、黎民百姓為中心，志在以詩存史，降清後出現以對失節的懺悔自贖的主題。詩文著重於敘事寫人，具有傳奇戲劇性情節的特色。在最梅村體最具代表性的作品《圓圓曲》中可見其運用追敘、插敘、夾敘和其他結構手法，打破時空限制，重組歷史事件，也使劇情動人心迫，富於傳奇色彩。而在《永和宮詞》、《圓圓曲》、《臨淮老妓行》等作中，敘事圍繞著一人展開，凸顯女主角的形象，也是其特色之一，且後世多有仿效，最具影響力，可稱為梅村體敘事的正體。
在康熙以後直至清末民初的中國敘事詩被認為皆仍在梅村體的範疇內創作，乾隆嘉慶年間的楊芳燦、陳文述，晚清民初的樊增祥、楊圻，四家之七古都被明確視為“梅村體”的傳人。

## 评价

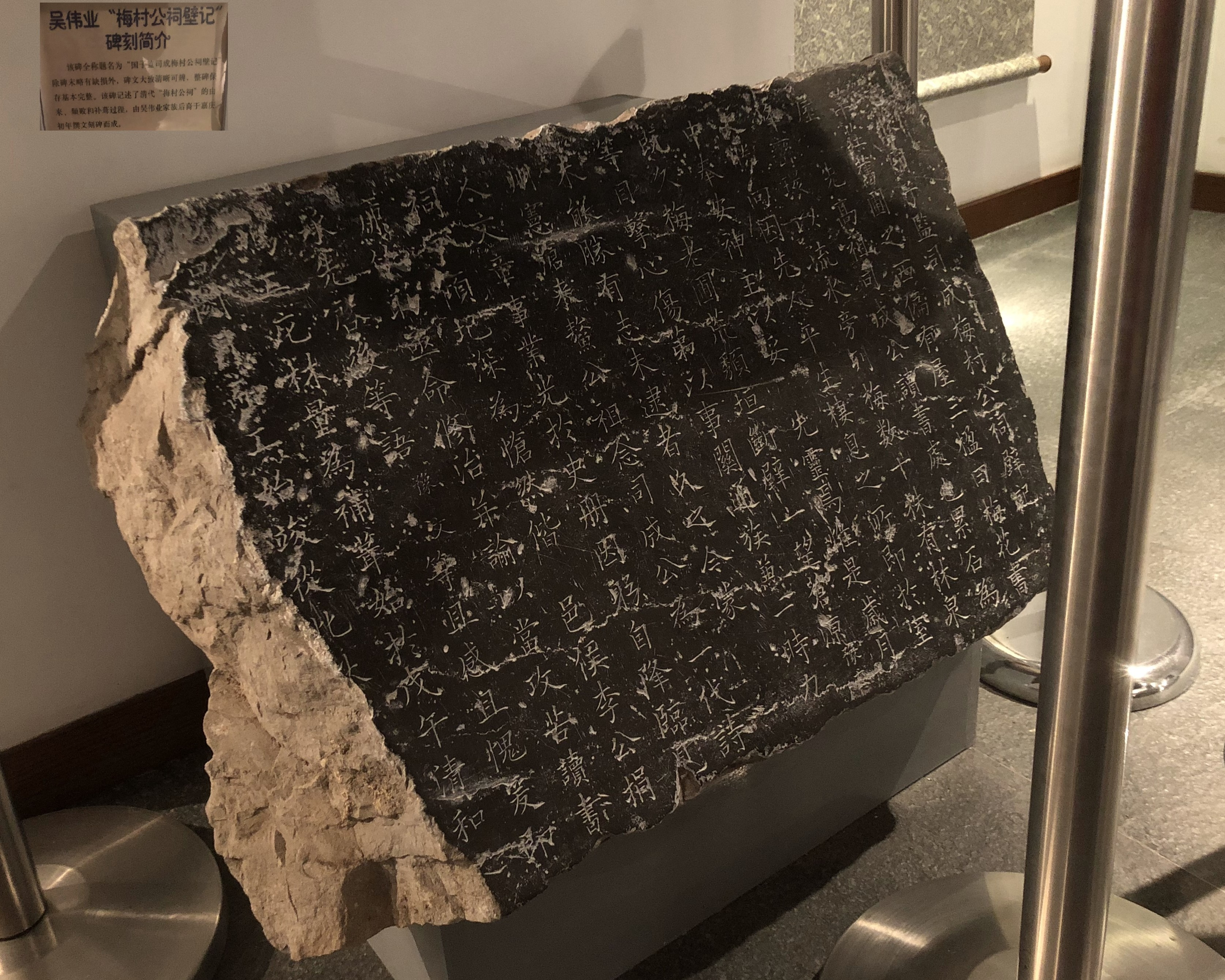
梅村公祠壁记碑，藏于太仓博物馆

吴伟业在清朝被称为「本朝词家之领袖」。陈廷焯评论说：「吴梅村词，虽非专长，然其高处，有令人不可捉摸者，此亦身世之感使然。」又说：「梅村高者，有与老坡神似处。」（《白雨斋词话》）康熙帝亲制御诗《题〈吴伟业集〉》：「梅村一卷足风流，往复搜寻未肯休。秋水精神香雪句，西昆幽思杜陵愁。裁成蜀锦应惭丽，细比春蚕好更抽。寒夜短檠相对处，几多诗兴为君收。」对吴伟业诗歌给予恰当中肯的高度评价，肯定了吴伟业诗歌地位。
对清朝政权，吴伟业一开始采取不合作的态度，在明亡以后长达十年的时间裡，一直隱居乡里，保持名节。顺治十年（1653），“诏举遗佚，荐郯交上”，有司再三敦逼，吴伟业不得已乃应诏入都，授秘书院侍讲。当他入京仕清，靠拢“庙堂”之后，必然导致他在遗民们心目中声望丧失。

## 外部連結
[在维基数据编辑]
 在维基文库阅读此作者作品（ 在维基共享资源阅览影像）
 《清史稿/卷484》，出自趙爾巽《清史稿》
- 孫康宜：〈吳梅村的藝術超越觀〉。
- 王璦玲：〈「磈壘怎消醫怎識，惟將痛苦付汍瀾」──吳偉業、黃周星劇作中之「存在」焦慮與自我救贖（页面存档备份，存于）〉。